# قائمة الجمعيات الخيرية في السعودية
تتضمن القائمة التالية أسماء الجمعيات الخيرية في المملكة العربية السعودية، مُصنَّفةً حسب نوع ونطاق مساهماتها إلى جمعيات محلية وهي المؤسسة بجهود أهلية تُغطِّي خدماتها الخيرية مدينة أو قرية، وجمعيات وطنية، بحيث تشمل السعودية بأسرها، وجمعيات عالمية: تشمل بقية دول العالم.

## جمعيات خيرية على مستوى المملكة العربية السعودية

### أوقاف سليمان بن عبد العزيز الراجحي
أوقاف سليمان بن عبد العزيز الراجحي هي مجموعة أوقاف قام بإنشائها سليمان بن عبد العزيز الراجحي، تولدت فكرة الأوقاف من مبدأ تقسيم الثروة بين أبنائه، وبين العمل الخيري على شكل أوقاف في حياته، ليعرف كل فرد من الأبناء نصيبه الشرعي من المال. في البداية كان التوجه نحو العمل الخيري قائم من خلال اجتهادات فردية، ثم تحول إلى إنشاء مؤسسة خيرية تعني بالعمل الخيري، كما تم تخصيص بعض الأصول العقارية وحصص في بعض الشركات والمؤسسات كوقف منجز. وتطور الهيكل والنموذج الإداري لهذه الاوقاف والمؤسسة الخيرية مع التوسع والتطور في مجموعة شركات سليمان بن عبد العزيز الراجحي. وبعد ذلك، تم البحث بمنظور أوسع من قبل الواقف واستشار العديد من أهل الخبرة والدين والتخصص وظهر التفضيل لعمل خيار آخر أكثر فائدة وأعم نفعاً لكل من العائلة والمجتمع (من خلال العمل الوقفي) ونشأت فكرة توزيع الثروة حيال حياة الواقف. وتطورت الأفكار أيضا في هذه المرحلة حتى استقرت على خيار مبارك بإذن الله. فكانت فكرة تقسيم الثروة على الجميع ليستفيد الأبناء وأبناء الأبناء وأبناء البنات من هذا الخير ويتولوا هم تنمية نصيبهم من الأموال واستثمارها على الوجه الذي يريحهم، وأيضاً دفع أية تعقيدات قد تنشأ مستقبلاً.
لاحقاً ومع توسع الأعمال قرر سليمان إنشاء جهة خاصة لتنفيذ الأعمال الخيرية والدعوية، فبدأت بإنشاء لجنة للعمل الخيري تابعة للشيخ صالح بن عبد العزيز الراجحي وإخوانه عبد الله وسُليمان ومحمد في بدايات عام 1403 هـ الموافق 1983م. حيث بدأ المكتب بتقديم الخدمات الخيرية للجهات والمؤسسات الخيرية من خلال هذه اللجنة الخيرية، في عام 1415 هـ الموافق 1995م تم عمل المزيد من التطوير واستيعاب مجموعة من أصحاب الخبرة بالعمل الخيري وتكوين عدد من اللجان الخاصة بالعمل الخيري واللجان الاستشارية واستمر العمل على هذا النحو إلى أن تم تغيير المسمى من مكتب إلى مؤسسة سليمان بن عبد العزيز الراجحي الخيرية بموجب ترخيص وزارة الشؤون الاجتماعية (وزارة العمل والتنمية الاجتماعية حاليا) رقم 10 عام 1421 هـ.

### منظمة تكاتف
الجمعية السعودية للعمل التطوعي (تكاتف) منظمة سعودية متخصصة غير ربحية. وهي مرخصة من وزارة العمل والتنمية الاجتماعية (السعودية) برقم ترخيص (611). تعمل الجمعية على نشر ثقافة العمل التطوعي، وتعزيز مفهوم المواطنة الصالحة بين أفراد المجتمع في المملكة العربية السعودية، من خلال تنظيم الجهود التطوعية بين المتطوعين والجهات المستفيدة، ونشر وتطوير ثقافة العمل التطوعي وغرس مفهوم المبادرة والشعور بالمسؤولية. وتسعى الجمعية أن تكون الأولى من نوعها في مجال الأعمال التطوعية على مستوى المملكة من خلال العمل في قطاعات مختلفة وتقديم أعمال ونشاطات متميزة ذات قيمة للمجتمع وتزويد المتطوعين بالمهارات اللازمة التي تمكنهم من القيام بالإعمال التطوعية بما يلبي حاجة وتطلعات المجتمع.

### الجمعية السعودية الخيرية لمرضى الإيدز
لجمعية السعودية الخيرية لمرضى الإيدز (بالإنجليزية: Saudi Charity Association for AIDS Patients)‏ هي أول مؤسسة مجتمع مدني من نوعها على مستوى المملكة العربية السعودية والخليج العربي، تستهدف التوعية بأخطار مرض الإيدز، والدفاع عن المصابين ومساعدتهم على إزالة الوصمة الاجتماعية.
صدر قرار وزير الشؤون الاجتماعية رقم (84867) بتاريخ 22/9/1429هـ بتسجيل «الجمعية السعودية الخيرية لمرضى الايدز» بمحافظة جدة ومنطقة خدماتها مكة المكرمة. بموجبه تم تسجيلها في سجل الجمعيات الخيرية تحت رقم (436) وتاريخ 22/9/1429هـ وجرى نشر نظامها الأساسي في جريدة أم القرى العدد (4233) الصادر في 28/12/1429هـ، وقد صوت نحو 39 عضوا مؤسسا، يمثلون 50 في المائة من الأعضاء المؤسسين لانتخاب أول مجلس إدارة لجمعية مكافحة الايدز في السعودية.
بدأت الجمعية السعودية الخيرية لمرضى الإيدز أولى خطواتها مطلع العام الهجري 1430هـ بإقامة ورشة عمل تعد الأولى من نوعها محلياً لأكثر من 30 أسرة سعودية بهدف توعية أسر المتعايشين في التعامل مع المصابين بمرض نقص المناعة المكتسب الإيدز وركزت الورشة على تقديم معلومات خاصة بالطرق السوية للمخالطة الصحية للمصاب بالإيدز وتقديم الرعاية الصحية والدعم النفسي اللازم له وإزالة كل ما يمكن أن يشكل عارضاً نفسياً قد يحول دون الاهتمام بالمريض أو التخوف من مخالطته والعيش معه. 

### جمعية الأطفال المعوقين
جمعية الأطفال المعوقين هي منظمة خيرية غير حكومية تأسست في عام 1403 هـ تعنى بالأطفال المعاقين في المملكة العربية السعودية، تعد الجمعية واحدة من أكبر المؤسسات الخيرية المتخصصة في رعاية الأطفال المعوقين في الشرق الأوسط. تأسست الجمعية بغرض تقديم الرعاية المتكاملة المجانية للأطفال المعوقين من ذوي الإعاقة المبكرة من سن الميلاد وحتى سن الثانية عشر.

### جمعية زهرة
جمعية زهرة هي جمعية سعودية خيرية تقوم رسالتها على نشر المعرفة والوعي الوقائي، ومشاركة ومساندة القطاعات الصحية قي الحد من انتشار مرض سرطان الثدي.

### شركة أوقاف سليمان بن عبد العزيز الراجحي القابضة
شركة أوقاف سليمان بن عبد العزيز الراجحي القابضة تأسست شركة أوقاف سُليمان بن عبد العزيز الراجحي القابضة عام 1432 هـ الموافق 2011م لتكون الذراع الاستثماري لمنظومة أوقاف سليمان بن عبد العزيز الراجحي. تمتلك الشركة القابضة استثمارات مباشرة وغير مباشرة في عدد من القطاعات داخل وخارج المملكة العربية السعودية. بلغت أرباح شركة أوقاف الراجحي عام 2015 نحو مليار ريال سعودي (266 مليون دولار)، 80% من الإيرادات تصرف في الأعمال الخيرية داخل السعودية، في حين النسبة المتبقية 20% تصرف خارج السعودية.

### مؤسسة الملك عبد الله بن عبد العزيز لوالديه للإسكان التنموي
مؤسسة الملك عبد الله بن عبد العزيز لوالديه للإسكان التنموي هي مؤسسة اسكان خيري غير ربحي، بدأت فكرتها عندما عهد عبد الله بن عبد العزيز بالحاجة إلى تعبير خيري مؤسسي يتجاوز حدود العطاء المباشر للفئات المحتاجة من المجتمع السعودي، فكان أن عهد إلى نخبة من خيار المجتمع تدارسوا هذه الرغبة وتحويلها إلى مقترح، وتكونت لجنة من المهتمين بالشأن الإنساني والاجتماعي والخيري بالمملكة العربية السعودية، وقد تداولت هذه اللجنة عددا من المقترحات والآليات حتى وصلت إلى قناعات ورؤى رفعتها إلى عبد الله بن عبد العزيز ووافق عليها، ومن ثم توجت بالموافقة السامية رقم أ/159 وتاريخ 20 من شهر شعبان عام 1424 هـ الموافق 17 من شهر اوكتوبر عام 2003 بإنشاء مؤسسة خيرية تسمى مؤسسة الملك عبد الله بن عبد العزيز لوالديه للإسكان التنموي، تهدف إلى تأمين مساكن ملائمة للفئات الأكثر حاجة في المجتمع السعودي، والقيام بمشاريع خيرية لها علاقة بالإسكان.

### مؤسسة الملك فيصل الخيرية
مؤسسة الملك فيصل الخيرية، قامت في التاسع عشر من شهر جمادى الأولى لعام 1396هـ/1976م على يد أبناء الملك فيصل في المملكة العربية السعودية، يتولى منصب المدير العام للمؤسسة الأمير خالد الفيصل، وتعد المؤسسة من أكبر المؤسسات الخيرية في العالم، وقد صدر المرسوم الملكي بإنشائها تكريماً للملك فيصل رقم أ/134 في 19 /5 /1396هـ.

### مؤسسة الوليد بن طلال الخيرية
مؤسسة الوليد بن طلال الخيرية والإنسانية هي مؤسسة تم إنشاؤها أساساً بغية إضفاء الطابع الرسمي على العاطفة الخيرية للأمير الوليد بن طلال. في العام 1996م، أُنشئت مؤسسة المملكة بهدف تنسيق النشاطات الخيرية السعودية التي كانت تتواصل في الخارج منذ العام 1980م، وفي العام 2009م، اعتُمدت لها التسمية الجديدة: مؤسسة الأمير الوليد بن طلال الخيرية.
تنطوي تحت تسمية المؤسسات ثلاث مؤسسات وعدد من المنظمات الخيرية المخصَّصة لدعم المشاريع الإنسانية في المملكة العربية السعودية وفي لبنان وجميع أنحاء العالم. تصنَّف البرامج والمشاريع التي تدعمها المؤسسات تحت أربعة مجالات تركيز هي: الحوار بين الأديان، والتفاهم وتنمية المجتمع، والتعافي من الكوارث، وتمكين المرأة. وبالإضافة إلى البرامج الواقعة في إطار هذه الفئات، تقوم المؤسسات بدعم العديد من المشاريع الخاصة على أساس احتياجات المجتمع.
تعمل المؤسسة ضمن مبدئها التوجيهي: التزام بلا حدود، وتطبّق أفضل الممارسات العالمية في عمليات تخصيص المنح ودعم المشاريع. وفي حين أن مؤسسات الأمير الوليد بن طلال الخيرية والإنسانية حريصة دائماً على دعم القضايا الإنسانية، فإن الحاجة إلى انتقاء المشاريع المناسبة وتمويلها يعني ضرورة وضع إستراتيجية محدّدة لتخصيص موارد المؤسسات تحت أربعة مجالات تركيز واسعة النطاق.

### مؤسسة سلطان بن عبد العزيز آل سعود الخيرية
مؤسسة الأمير سلطان بن عبد العزيز آل سعود الخيرية، هيئة خيرية أسسها الأمير سلطان بن عبد العزيز بناء على أمر ملكي رقم صادر يوم 21 يناير 1995 الموافق 20 شعبان 1415 هـ. تنشط المؤسسة في تقديم الرعاية الصحية والاجتماعية للمسنين والتأهيل الشامل للمعوقين والأطفال ذوي الاحتياجات الخاصة من الجنسين، ونشر الوعي بمستلزمات الرعاية المنزلية والاجتماعية للمعاقين والمسنين، وتوفير الأجهزة التعويضية والمساندة التي تساعدهم على التكيف مع ظروفهم، ووضع كافة الإمكانات والوسائل المساعدة للتخفيف عن معاناتهم، علاوة على مشروعات الإسكان الخيرية وعدد من البرامج التعليمية والصحية الأخرى. فازت المؤسسة بجائز الملك فيصل العالمية لعام 1423 هـ / 2003م لخدمة الإسلام.

### مؤسسة سليمان بن عبد العزيز الراجحي الخيرية
مؤسسة سليمان بن عبد العزيز الراجحي الخيرية هي إحدى المؤسسات المانحة  في المملكة العربية السعودية، أسسها الشيخ سليمان بن عبد العزيز الراجحي في أواسط عام 1421ه‍ الموافق 2001م، وتعمل تحت إشراف وزارة العمل والتنمية الاجتماعية. وللمؤسسة مجلس أمناء ينبثق منه لجنة تنفيذية، إضافة إلى الأمانة العامة للمؤسسة وثلاثة عشر فرعاً في المناطق الإدارية بالمملكة.

### مؤسسة عبد العزيز بن باز الخيرية
مؤسسة عبد العزيز بن باز الخيرية هي مؤسسة خيرية سعودية تأسست عام 1422 هجري الموافق 2001 ميلادي.

### مؤسسة محمد بن سلمان بن عبد العزيز الخيرية
مؤسسة محمد بن سلمان بن عبد العزيز الخيرية المعروفة اختصارًا بـ (مسك الخيرية)، مؤسسة غير ربحية في المملكة العربية السعودية، أنشأها الأمير محمد بن سلمان بن عبد العزيز، وهو من يرأس مجلس إداراتها،  توفر التعليم للمجتمع في كافة المجالات، من بينها المجالات الأدبية والثقافية والعلوم الاجتماعية والتكنولوجية، ومجالات الأعمال، وتعقد الشراكات مع المنظمات المحلية والعالمية، التي بدورها تقدم الدعم للمشاريع الناشئة، وكل ذلك بهدف تحقيق التطور والتقدم في السعودية،  وزيادة مساهمتها الفاعلة من خلال المشاركة في اللجان والعضويات الدولية، ومن أهمها منظمة الأمم المتحدة للتربية والثقافة والعلوم اليونسكو التي تعد المملكة عضوًا مؤسسًا فيها، وعضوا في مجلسها التنفيذي المنتخب في نوفمبر 2019. وفي 2016 جرى توقيع اتفاقية شراكة بين المنظمة، ومؤسسة (مسك) شملت إطلاق برامج مشتركة في مجالات التعليم، والثقافة، والإعلام، ودعم الشباب.

### مركز الملك سلمان للشباب
مركز الملك سلمان للشباب (بالإنجليزية: King Salman Youth Center، واختصاراً: KYSC) هو مؤسسة سعوديّة خيرية، تُعنى بدعم تعليم الشباب في مختلف المجالات. بالإضافة إلى الارتقاء بمنشآت الشباب وتشجيع المبادرات الإبداعية، وتطوير وتنمية هذه المنشآت في خدمة عملائها وتنمية مواردها وتحسين خدماتها، والإسهام بشكل فاعل في دعم مبادرات الشباب في بداياتها وبما يسهم في إطلاقها ونجاحها، كما تشمل ترسيخ روح المبادرة ورفع مستوى الوعي بثقافة العمل الحر لدى الشباب كافة، والريادة على المستوى المحلي والإقليمي والعالمي في تحفيز الشباب. يرأس مجلس إدارة المركز الأمير محمد بن سلمان بن عبد العزيز 

### مركز الملك فيصل للبحوث والدراسات الإسلامية
مركز الملك فيصل للبحوث والدراسات الإسلامية أحد أجهزة مؤسسة الملك فيصل الخيرية وله شخصية اعتبارية وميزانية مستقلة، أسس عام 1405هـ/1983 م، ومقره الرئيسي في مدينة الرياض، المملكة العربية السعودية. أُنشئ المركز لمواصلة الرسالة النبيلة للملك فيصل بن عبد العزيز (1906- 1975م) في نشر العلم والمعرفة بين المملكة وبقية دول العالم. ويعدُّ المركز منصة بحثٍ تجمع بين الباحثين والمؤسسات لحفظ العمل العلمي ونشره وإنتاجه، ويهدف إلى توسيع نطاق المؤلفات والبحوث الحالية؛ لتقديمها إلى صدارة المناقشات والمساهمات العلمية، واهتمامات المجتمعات الإسلامية في العلوم الإنسانية، والعلوم الاجتماعية، والفنون والآداب.

## جمعيات خيرية في منطقة الرياض

### الجمعية الخيرية لرعاية الأيتام بمنطقة الرياض
تأسست الجمعية الخيرية لرعاية الأيتام بمنطقة الرياض برقم 427/8 وتاريخ 22 /6 /1419هـ، وسجلت في وزارة الشؤون الاجتماعية (وزارة العمل والتنمية الاجتماعية حاليا) بالرقم (166) وتاريخ 1420/08/28هـ طبقاً للائحة الجمعيات والمؤسسات الخيرية. ومنذ ذلك اليوم وهي تمارس نشاطها في رعاية الأيتام السعوديين داخل مدينة الرياض.

### جمعية النهضة النسائية الخيرية
جمعية النهضة النسائية الخيرية، هي جمعية غير ربحية تأسست بمدينة الرياض، في عام 1382هـ/1962م على يد عفت الثنيان زوجة الملك فيصل، وعلى يد سيدات السعوديات، وتهدف إلى تمكين المرأة اقتصادياً واجتماعياً من خلال الدعم المادي والتدريب وخدمات التوظيف.

### مؤسسة الملك خالد الخيرية
مؤسسة الملك خالد الخيرية، هي مؤسسة خيرية تأسست عام 1421 هـ الموافق 2001م في مدينة الرياض. تهدف المؤسسة إلى الإسهام في التنمية الاجتماعية المستدامة في المملكة العربية السعودية عبر تمويل عدد من البرامج والمشروعات التنموية المتنوعة، وبناء الشراكات مع مؤسسات القطاع العام والخاص وغير الربحي داخل المملكة وخارجها. وقامت المؤسسة بإبرام عدد من الشراكات الإستراتيجية المهمة مع مؤسسات محلية وعالمية مثل البنك الأهلي التجاري، وجامِعَتي هارفارد وكولومبيا في الولايات المتحدة الأمريكية، والصندوق الاستثماري الدولي غير الربحي «أكيومن فند»، ومكتب الأمم المتحدة للشراكات، ومؤسسة إكسون موبيل الخيرية؛ بهدف تنمية رأس المال البشري في مجال التنمية وتنفيذ العديد من البرامج التدريبية لبناء قدرات القيادات والعاملين في المنظمات غير الربحية، وتطوير مفهوم الريادة الاجتماعية في المملكة. قامت المؤسسة بطرح العديد من المبادرات، كإطلاق جائزة الملك خالد بفروعها الأربعة لدعم وتشجيع المؤسسات والأفراد والباحثين على القيام بالأعمال التي تنهض بالمجتمع وتسهم في الرقي بمؤسساته الاجتماعية والتنموية. كما تقوم المؤسسة بعقد سلسلة من الحوارات التنموية لتمكين كل الأطراف الفاعلة في عملية التنمية من التعبير عن آرائهم بشأن قضايا التنمية الرئيسية المحلية والإقليمية، كما أصدرت العديد من الدراسات العلمية التي تركّز على المواضيع الاجتماعية والاقتصادية المهمة التي تخص المجتمع السعودي.

## جمعيات خيرية في منطقة مكة المكرمة

### جمعية الأمير عبد المجيد للمعوقين
جمعية الأمير عبد المجيد للمعوقين هي جمعية خيرية في مكة المكرمة وصلت تكلفة الجمعية إلى 30 مليون ريال وأسهمت الجمعية فيه بمبلغ عشرة ملايين ريال كما حظي الوقف بدعم من الأمير فيصل بن عبد المجيد بن عبد العزيز بثلاثة ملايين ريال. ويأتي وقف الأمير عبد المجيد بن عبد العزيز. وهو عبارة عن عمارتين وقفيتين تم التعاقد على شرائها بمبلغ 30 مليونا أحد أوقاف الجمعية التي تسعى من خلالها إلى تقديم خدماتها المجانية للآلاف من الأطفال المعوقين ذهنيا وجسدياً سنويا وتأهيل المئات منهم للالتحاق بمدارس التعليم العام وذلك عبر مراكزها المنتشرة في مختلف مناطق المملكة. في جميع مراكزها المنتشرة في المملكة.

### الجمعية النسائية الخيرية الأولى (جدة)
تعد الجمعية الأولى أول جمعية خيرية في السعودية حيث سجلت بوزارة العمل والشؤون الاجتماعية برقم (1) حيث تم تسميتها بواسطة الملك فيصل آل سعود. استطاعت الأولى على مرّ السنوات سدّ العديد من الاحتياجات الاجتماعية. ترتكز إستراتيجية الجمعية على التدخل المبكر في حياة الطفل لبناء جيل قادر على كسر دائرة الفقر من خلال تطوير المهارات العلمية، المهنية والرياضية عبر برامج الدعم والمهارات والرياضة.
جمعية البر بمحافظة الليث
هي جمعية تهتم برعاية الأسر الفقيرة، والسعي لتخفيف ما تعانيه بتوفير الغذاء واللباس والأثاث والأجهزة المنزلية وغيرها مع تقديم مساعدات مالية لهم . تبصرة المحسنين من الميسورين بأحوال المحتاجين. استقبال زكاة المال والصدقات والكفارات وغيرها وتوزيعها على المحتاجين. الاشتراك مع الهيئات الأهلية والحكومية في مساعدة منكوبي الكوارث العامة. إقامة المشروعات الخيرية الموسمية (الحقيبة المدرسية، تفطير صائم، زكاة الفطر، كسوة العيد، كسوة الشتاء، الاستفادة من لحوم الأضاحي)، والصدقات الجارية وتوجيهها إلى الوجهة التي يرغبها المتصدق أو إلى غيرها من الأمور

## جمعيات خيرية في منطقة المدينة المنورة

### جمعية البر بالمدينة المنورة
جمعية البر بالمدينة المنورة تأسست عام 1379 هـ/ 1959 م باسم صندوق البر، هيئة غير ربحية أهلية خيرية مقرها في المدينة المنورة بالمملكة العربية السعودية وهي أول جمعية خيرية فيها،  وتعد من أقدم الجمعيات الخيرية بالمملكة، 
تعتمعد في مصادر دخلها على تبرعات وإعانات حكومية وتتكون سياستها النفقية من خلال دعاية واعلان. تغطي الأيتام والفقراء والأرامل والمطلقات والأطفال عبر خدماتها المساندة،  في منطقة عملها، منطقة المدينة المنورة. تعمل هذه الجمعية على تقديم المساعدات العينية والنقدية للمحتاجين كما تهتم بإنشاء مؤسسات خيرية للخدمات والرعاية.

## جمعيات خيرية في المنطقة الشرقية

### الجمعية الخيرية لرعاية الأيتام بالمنطقة الشرقية
الجمعية الخيرية لرعاية الأيتام بالمنطقة الشرقية (بناء) هي جمعية خيرية سعودية تأسست عام 2012 في مدينة الخبر، وهي جمعية ذات نفع عام تعنى بشؤون الأيتام ومن في حكمهم في المنطقة الشرقية في المملكة العربية السعودية. فازت الجمعية بعدة جوائز من بينها: جائزة الملك خالد في 2014م وجائزة السبيعي للتمّيز في العمل الخيري 2016م وجائزة الملك خالد للمنظمات الغير ربحية 2015 م. قام عدد من رجال الأعمال برفع طلب تأسيس الجمعية الىوزارة الشؤون الاجتماعية والتي حظيت بدعم الأمير محمد بن فهد بن عبد العزيز أمير المنطقة الشرقية سابقاً، وصدر الترخيص للجمعية بالرقم 568 وعُقد المجلس التأسيسي للجمعية بتاريخ 26 محرم، 1431.

### جمعية الصفا الخيرية
جمعية الصفا الخيرية مقرها مدينة صفوى وهي مسجلة لدى وزارة الشؤون الاجتماعية برقم (7). تأسست جمعية الصفا الخيرية عام 1383هـ الموافق 1967م. تضم الجمعية 17 لجنة خدمية واستثمارية. يبلغ عدد الموظفين 130 موظف، كما يبلغ عدد المتطوعين في لجان الجمعية حوالي 200 متطوع في مختلف اللجان. كما بلغ عدد المشتركين بسجلات جمعية الصفا الخيرية 1,585 مشتركاً.

### جمعية العطاء النسائية الخيرية
جمعية العطاء النسائية الخيرية أول جمعية نسائية خيرية تأسست بتاريخ 26/7/1429 هـ، تهدف الجمعية إلى رفع مستوى المرأة والطفل والأسرة في المنطقة، لتحقيق الطموح في الارتقاء بالمجتمع وتعزيز الجهد الرامي إلى تفعيل دور المرأة.

### جمعية العوامية الخيرية
جمعية العوامية الخيرية للخدمات الاجتماعية هي منظمة خيرية لاربحية مقرها العوامية تأسست جمعية العوامية الخيرية للخدمات الاجتماعية في عام 1387هـ. تم تسجيلها رسميا لدى وزارة العمل والتنمية الاجتماعية آنذاك برقم (11). كان تأسيس الجمعية نتيجة اندماج مؤسستين خيريتين في البلدة وهما جمعية الأمل الخيرية والصندوق الخيري في جمعية واحدة.

### جمعية تاروت الخيرية
جمعية تاروت الخيرية هي منظمة خيرية مقرها جزيرة تاروت. تأسست جمعية تاروت الخيرية للخدمات الاجتماعية في محرم 1378هـ في جزيرة تاروت وسجلت لدى وزارة الشؤون الاجتماعية برقم (12).

### جمعية دارين الخيرية
جمعية دارين الخيرية هي منظمة خيرية مقرها بلدة دارين، وهي مسجلة لدى وزارة الشؤون الاجتماعية برقم (59). تأسست جمعية دارين الخيرية في: 16 نوفمبر 1981م - 20 محرم 1402هـ.

### جمعية البر الخيرية
جمعية البر الخيرية هي منظمة خيرية مقرها سنابس، بمحافظة القطيف، في المنطقة الشرقية للمملكة العربية السعودية. تأسست جمعية البر الخيرية في 20 نوفمبر، 2007م، الموافق لـ10 ذو القعدة 1428هـ.

### جمعية سيهات للخدمات الاجتماعية
جمعية سيهات للخدمات الاجتماعية هي جمعية تأسست في سيهات للخدمات الاجتماعية في منتصف الخمسينات هجرية وفي عام 1382 هـ،  سجلت الجمعية رسمياً وكانت آنذاك تسمى صندوق البر ببلدة سيهات.تعتبر جمعية سيهات للخدمات الاجتماعية من الجمعيات الرائدة حيث تأسست في منتصف السبعينات هجرية* كأول جمعية خيرية في المملكة وقبل تأسيس وزارة العمل والشؤون الإجتماعية في المملكة العربية السعودية. وبعد تأسيس وزارة العمل والشؤون الاجتماعية في 1380 هـ وتحديداً في عهد الملك سعود بن عبد العزيز بن عبد الرحمن آل سعود أدرجت الجمعية في سجلات الوزارة رسمياً في عام 1382 هـ بالرقم (6).

### جمعية عنك الخيرية
جمعية عنك الخيرية هي منظمة خيرية مقرها عنك وهي مسجلة لدى وزارة الشؤون الاجتماعية برقم (403). تأسست جمعية عنك الخيرية في 20 يناير 2007م، الموافق 1 محرم 1428هـ.

### خيرية القطيف

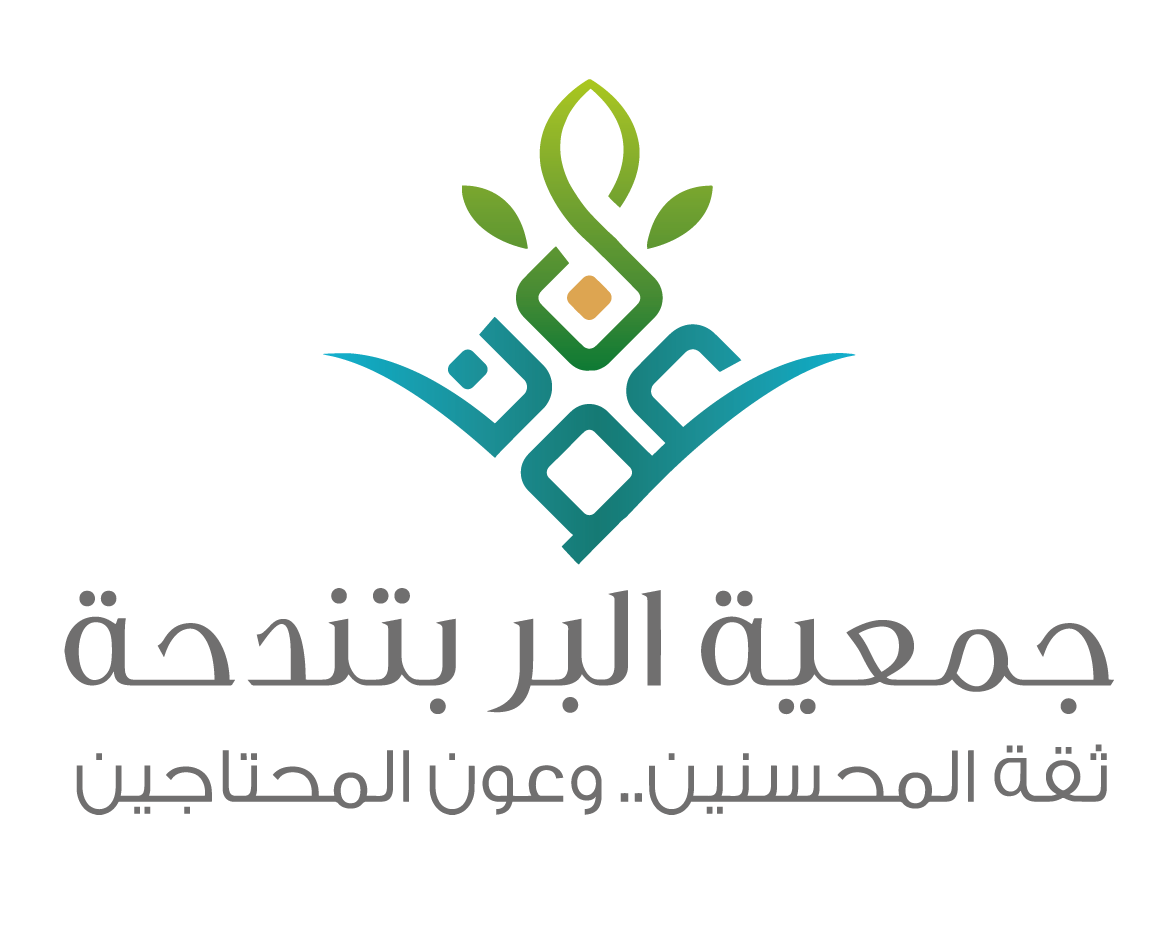

خيرية القطيف أو جمعية القطيف الخيرية هي منظمة خيرية مقرها مدينة القطيف. تأسست جمعية القطيف الخيرية للخدمات الاجتماعية بتاريخ 1383/11/5هـ، وهي مسجلة بوزارة الشؤون الاجتماعية برقم 13 وتاريخ 1391/4/6هـ وتعمل تحت إشرافها وتغطي منطقة القطيف وقرى البحاري والتوبي والخويلدية وحلة محيش كما تشمل مناطق الفتح والروضة والواحة.

### خيرية مضر
خيرية مضر أو جمعية مضر الخيرية هي منظمة خيرية مقرها القديح، وهي مسجلة لدى وزارة الشؤون الاجتماعية برقم (9) منذ 1389. تأسست الجمعية في رمضان عام 1387هـ.

### لجنة التنمية الاجتماعية الأهلية بالقطيف
لجنة التنمية الاجتماعية الأهلية بالقطيف هي منظمة خيرية غير ربحية تقع في مدينة القطيف. تهدف إلى المساهمة في تنمية الموارد البشرية لمجتمع القطيف المحلي.

## جمعيات خيرية في المنطقة الجنوبية

### جمعية البر الخيرية بتندحة[48]
هي منظمة خيرية مقرها مدينة تندحة التابعة لمحافظة خميس مشيط بمنطقة عسير تأسست بتاريخ 15/07/1430هـ الموافق: 07/07/2009 م وهي مسجلة بوزارة الشؤون الاجتماعية برقم 508 تعمل تحت إشراف المركز الوطني لتنمية القطاع غير الربحي ، تخدم الجمعية مركز مدينة تندحة والقرى التابعة له، ويتبع الجمعية معهد تدريب رؤية العصر والفريق التطوعي  وكذلك مركز إكرام الموتى .